# Apollophanes caribaeus
Apollophanes caribaeus là một loài nhện trong họ Philodromidae.
Loài này thuộc chi Apollophanes. Apollophanes caribaeus được miêu tả năm 1975 bởi Charles Denton Dondale & Redner.